# حقیقت پنهان (فیلم ۲۰۱۶)
حقیقت پنهان (کره‌ای: 비밀은 없다; لاتین‌نویسی اصلاح‌شده: Bimileun Eopda) فیلمی در ژانر دلهره آور به کارگردانی لی کیونگ می محصول کره جنوبی است که در سال ۲۰۱۶ منتشر شد. از بازیگران آن می‌توان به سون یه-جین و کیم جو-هیوک اشاره کرد.

## خلاصه داستان
کیم یون هونگ (سون یه جین) زندگی کاملی دارد. او زیباست، همسرش کیم جونگ چان، (کیم جو-هیوک سیاستمداری جوان و کاریزماتیک است و دختر نوجوانش که قبلاً کودکی دردسرساز بود، اکنون در مدرسه عملکرد بهتری دارد. همسرش جونگ چان تصمیم می‌گیرد تا در برابر رئیس قدرتمند فعلی، نو جائه سون (کیم یی سونگ) نامزد انتخابات شود. چند روز مانده به انتخابات، دخترشان کیم مین جین ناپدید می‌شود. پس از آنکه آنها مطمئتن می‌شوند که دخترشان برخلاف تصور اولیه برای جلب توجه فرار نکرده و به شکل مشکوکی گم شده است، جستجوهایشان را برای یاقتن ردپایی از فرزندشان شروع می‌کنند. اما جونگ چان بیشتر درگیر کمپین خود است و یون هونگ ناگزیر به تنهایی جستجو را ادامه داده و به سرنخ‌هایی دست می‌یابد. هنگامی که پلیس جسد مین جین را در جنگل پیدا می‌کند، به تدریج رازهای دیگری فاش می‌شوند.